# SMY Hohenzollern (timbre)
Pour les articles homonymes, voir Hohenzollern (homonymie).
Le yacht impérial Hohenzollern II est représenté sur plusieurs séries de timbres-poste en usage dans les colonies allemandes entre 1901 et la Première Guerre mondiale.
Le catalogue Michel référence ces séries sous le nom Kolonial-Schiffszeichnung, littéralement « dessin colonial du bateau ».

## Description
Les deux types représentent le Hohenzollern II, yacht de l'empereur d'Allemagne Guillaume II, vu par devant et de bâbord sur le petit format et de côté sur le timbre de grand format. Les premiers timbres portent des valeurs faciales inférieures à 1 mark-or ; les seconds portent des valeurs supérieures.

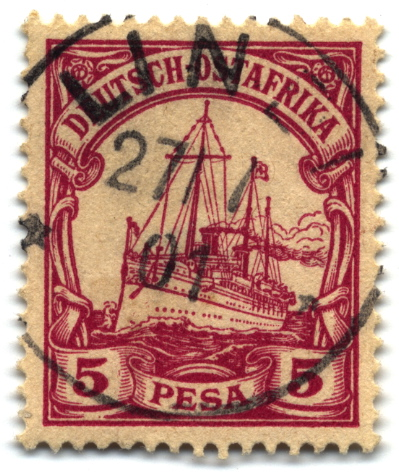
Timbre en pesa.

À partir de 1905, les timbres portent un filigrane en losange. Les émissions sont libellées en monnaie allemande ; sauf en Afrique orientale où est utilisée la rupie (1 rupee = 64 pesa ; puis en 1905, 1 rupie = 100 heller) et à Kiatschou (1 dollar chinois = 100 cents) à partir de 1905.
Les chiffres de la valeur figurent dans les coins inférieurs, avec la mention pfennig pour les figurines de petit format. Le nom de la colonie d'usage est imprimé dans un bandeau au-dessus de l'illustration. Ils ont ainsi servi dans les colonies suivantes (entre parenthèses et en italique la mention figurant sur le timbre) :
- Afrique orientale allemande (Deutsch-Ostafrika),
- Cameroun (Kamerun).
- îles Carolines (Karolinen),
- Kiatschou (Kiautschou), (ou Tsingtau) (en dollar et cent chinois à partir d'octobre 1905)
- îles Mariannes (Marianen),
- îles Marshall (Marshall-Inseln),
- la Nouvelle-Guinée allemande (Deutsch-Neuguinea),
- Samoa (Samoa),
- le Sud-Ouest africain allemand (Deutsch-Südwestafrika),
- Togo (Togo).

## Timbres d'occupation
Les colonies allemandes sont envahies et occupées par les pays de la Triple-Entente au cours de la Première Guerre mondiale. Les troupes d'occupation ont pu réutiliser les timbres au type Hohenzollern surcharge pour assurer les affranchissements postaux.
En Afrique :
- en Afrique orientale allemande, dans l'île de Mafia, ils servent surchargés « G.R. - Mafia » (pour Georgius Rex) le 14 janvier 1915. En juillet, ils sont surchargés avec une nouvelle monnaie. Les parties continentales de cette colonie (Tanganyika et Ruanda-Urundi) sont occupées par la Belgique et le Royaume-Uni qui font usage de timbres de colonies voisines.
- Au Cameroun, les timbres Hohenzollern sont surchargés en 1915 « C.E.F. » (pour Cameroons Expeditionary Forces) et avec une valeur faciale en monnaie britannique. Les troupes françaises emploient tout de suite des timbres du Gabon surchargés.
- Dans le Sud-Ouest africain, les timbres allemands restent en usage de juillet 1915 à 1919 pendant l'occupation militaire par l'Afrique du Sud.
- Au Togo, les Britanniques et les Français surchargent les timbres avec les mentions « TOGO - Anglo-French Occupation » de mi-septembre 1914 à 1915 ou « TOGO - Occupation franco-anglaise » d'octobre 1914 à 1916. Ensuite, ils emploient les timbres surchargés de Côte-de-l'Or britannique et du Dahomey français.

Dans les îles du Pacifique :
- les îles Carolines et Mariannes sont occupées par le Japon en octobre 1914, mais conservent les timbres Hohenzollern sans surcharge. Le catalogue Michel signale que les timbres des Carolines surchargés « I.J.O. - Ponape » sont des fabrications de complaisance.
- les îles Marshall, la Nouvelle-Guinée allemande et Samoa sont occupées fin 1914 par les Britanniques qui surchargent les timbres allemands de la mention « G.R.I. » (pour Georgius Rex Imperator, George V roi et empereur des Indes) et leur valeur faciale est convertie en monnaie britannique.

En Chine, la ville de Kiautschou est occupée par le Japon le 7 novembre 1914 et rendue à la Chine en 1922. Les timbres allemands restent en usage jusqu'en 1919.